# Fissidens macroglossus
Fissidens macroglossus är en bladmossart som beskrevs av Bruggeman-nannenga 1997. Fissidens macroglossus ingår i släktet fickmossor, och familjen Fissidentaceae. Inga underarter finns listade i Catalogue of Life.